# Stronger (альбом Келли Кларксон)
Stronger (рус. сильнее) — пятый студийный альбом американской певицы Келли Кларксон, изданный 21 октября 2011 года на RCA Records. Альбом является смешением стилей R&B, кантри, urban, данс-поп, поп-рок и соул. В трек-листе из тринадцати песен Кларксон сотрудничает с различными новыми продюсерами, а также с Говардом Бенсоном, с которым она работала над своим предыдущим альбомом All I Ever Wanted (2009). Желая отойти от своих предыдущих альбомов в плане звука, основной целью Кларксон было записать свое вокальное исполнение так, как оно слышно в ее живых выступлениях, и использовать как можно меньше обработки автонастройки. Альбом также стал первым релизом Кларксон, не вызвавшим конфликта с лейблом RCA. Все ее предыдущие записи, особенно ее альбом My December (2007), были выпущены в условиях конфликта и разногласий.
Келли начала писать новый материал для альбома в ноябре 2009 года во время гастролей и закончила запись в феврале 2011 года. Изначально певица планировала закончить альбом и выпустить его в конце 2010 года, однако работу не удалось закончить во время и дата выхода альбома переносилась несколько раз. Пластинка представляет собой преимущественно поп-рок альбом, причем несколько музыкальных критиков отмечают преобладающее влияние R&B и кантри, которое чувствовалось в предыдущих работах певицы, в таких как альбомы Thankful (2003) и All I Ever Wanted. Лирическое содержание альбома в основном исследует темы о разбитом сердце, мести, прощении и расширении прав и возможностей через метафоры об отношениях Кларксон с людьми.
После выпуска „Stronger“ получил в целом положительные отзывы критиков, которые высоко оценили вокальные данные Кларксон, но отметили отсутствие прогресса в отличие от ее предыдущих альбомов. В Соединенных Штатах альбом дебютировал на втором месте в чарте Billboard 200 и стал ее первой записью, получившей платиновый статус за последние 5 лет. На международном уровне он дебютировал в десятке лучших в Австралии, Канаде, Ирландии, Новой Зеландии и Великобритании. „Stronger“ получил четыре номинации на 55-й церемонии вручения премии Грэмми. В итоге альбом выиграл в номинации „Лучший вокальный поп-альбом“.
С альбома было выпущено три сингла. Ведущий сингл «Mr. Know It All» возглавил чарты Австралии и Южной Кореи и вошел в десятку лучших в четырех странах, включая Billboard Hot 100 в США. Второй сингл «Stronger (What Doesn’t Kill You)» стал самым успешным релизом альбома и самым успешным синглом Кларксон в целом. Он возглавил чарты в США, Польше, Дании и Словакии и вошел в десятку лучших в более чем двадцати странах по всему миру. Финальный сингл ««Dark Side» был выпущен с умеренным успехом и вошел в десятку лучших в трех странах. Кларксон продвигала альбом в двух концертных турах «Stronger Tour» и Летнем туре 2012 года с американской альтернативной рок-группой The Fray.

## Информация об альбоме
В интервью для MTV News в конце 2009 года Келли Кларксон Заявила, что работает над новым альбомом, который планирует выпустить в 2010 году. В интервью для Chart Show TV она рассказала, что хочет записать нечто стилистически новое. В работе над альбомом приняли участие продюсер Говард Бенсон и композитор Клод Келли, сотрудничавшие с ней во время записи предыдущего альбома All I Ever Wanted. Название альбома Stronger отражает общую направленность лирической составляющей — „большинство песен повествуют о силе и уверенности в себе“». Также оно взято из названия одного из треков «What doesn’t Kill You (Stronger)», который, в свою очередь использует цитату Ницше «What doesn’t kill you makes you stronger» (то, что не убивает нас, делает нас сильнее). В интервью с Райаном Сикрестом Келли Кларксон заявила, что при записи она старалась как можно меньше использовать электронное преобразование вокала, стараясь сохранить звучание, подобное концертному.

## Сотрудничество и запись
Кларксон начала сотрудничать с Говардом Бенсоном и Клодом Келли, оба продюсировали некоторые песни из ее предыдущего альбома «All I Ever Wanted». Джейсон Халберт, ее музыкальный руководитель и ее соавтор во время сессий «My December», также добавил новый материал для нового альбома. Кларксон также объявила, что она работала с несколькими другими музыкантами, такими как Тоби Гад, Грег Курстин, Джош Абрахам, Стив Джордан и Даркчайлд. Бонни Макки рассказала в интервью, что она также внесла свой вклад в работу с Келли над альбомом, заявив: «Прошлым летом я много работала с Келли Кларксон, похоже, что это сделает альбом. У нее действительно невероятный голос, и я взволнована, чтобы увидеть, что произойдет, я возлагаю большие надежды на этот альбом!»
Сеансы записи альбома «Stronger» проходили в различных студиях звукозаписи по всему миру, так как в это время Келли находилась на гстролях в рамках ее международного тура «All I Ever Wanted». Некоторые записи проходили в «Chalice Recording Studios» в Лос-Анджелесе, а также в «Smoakstack» и «Starstruck Studios» в Нэшвилле. В августе 2010 года Кларксон записала песню с кантри-певцом Jason Aldean под названием «Don't You Wanna Stay» для своего четвертого студийного альбома «My Kinda Party». Песня была выпущена как сингл в ноябре 2010 года и позже была включена в расширенную версии «Stronger» в качестве бонус-трека. В феврале 2011 года Кларксон объявила, что 25 февраля 2011 года она запишет последнюю песню для альбома «Mr. Know It All». Кларксон также рассказала, что она записала две дуэтные песни для альбома, сказав: «На самом деле на новом альбоме есть два дуэта, и в какой-то момент я пела с обоими этими артистами раньше, но не на записи». Один из дуэтов, названный «One More Yesterday», в котором, как подтвердила Кларксон, участвовал еще один выпускник Idol Крис Дотри, но трек не попал в окончательный трек-лист. Песня была написана Дотри, Ричардом Марксом и Джейсоном Уэйдом, но Кларксон решила не включать ее, чувствуя, что она может не подходить для направления альбома. Второй дуэт «The Sun Will Rise», который появляется в делюкс-версии альбома, оказался дуэтом с американской автором песен Кара ДиоГуарди. «Smoakstack Sessions», был выпущена в качестве сопутствующего EP к пластинке и был доступен исключительно через ее официальный музыкальный онлайн-магазин.

## Название и концепция
Келли рассказала, что альбом будет называться «Stronger». Она описала его как «в значительной степени о силе и расширении прав и возможностей, поэтому „Stronger“ показалось мне идеальным названием. Плюс эта песня — просто золотая жила — она немного поп-музыка, немного поп-рок, немного урбанистическая, немного танцевальная, и она связывает все. И всем нравится это послание: „То, что тебя не убивает, делает тебя сильнее“. Это идеальное изображение моей жизни».

## Структура

### Музыка и темы
Кларксон стала соавтором семи треков из альбома и впервые сотрудничала с другими артистами, такими как Эстер Дин и Bonnie McKee. Кларксон заявила, что новая музыка будет отличаться от ее предыдущих альбомов. Клод Келли заметил, что песни, которые он написал, наиболее подходили Келли Кларксон, как певице, которые демонстрируют её голос, но также показывают её остроту, её отношение и её личность. Он также объяснил, что у Келли такой острый голос, что вы хотите услышать, как она высоко поёт и входит в ваш лицо". Затем Даркчайлд заметил, что он и Лорен Кристи написали песню, которая является сумасшедшим поп-роком, и первый на ум пришел, кто мог записать эту песню оказалась Келли Кларксон". Кларксон заявила, что в итоге альбом стал популярным, то есть направление, отличное от того, к чему они изначально стремились.
В интервью с Райаном Сикрестом Кларксон заявила, что она и ее продюсеры стремились записать ее голос в альбоме так, как он слышен на живых выступлениях, с минимальной обработкой автотюна. Келли сказала: «Что разделяет этот альбом — вокал. Он звучит богаче и полнее, и впервые то, как я звучу, когда выступаю вживую. Продюсеры, с которыми я работала, просто позволяли мне петь и быть собой». Вскоре после того, как был опубликован окончательный список треков, MTV заметило, что слово «you» занимает видное место в названиях песен. Кларксон утверждала: «Они все разные „you“. Нет ничего общего, типа, не было такого, у меня не было плохого разрыва или чего-то подобного, все было не так. Нет, я просто думаю, что жизнь об отношениях, поэтому я всегда пишу обо всех этих разных, происходящих в моей жизни, и на самом деле у меня нет фильтра. Так что обычно это очень [просто]».

### Структура песен и лирическое содержание
Первый трек и ведущий сингл «Mr. Know It All» включает в себя устойчивые четыре-четыре удара, синтетические струны и петли драм-машины, а вокал Кларксон считается «сырым». В нем рассказывается об обманчивом, высокомерном человеке. Журнал Rolling Stone отмечает, что «Кларксон обманывает контролирующего человека двусмысленностями, которые делают ее привлекательной в стиле R&B». Второй трек «What Doesn’t Kill You (Stronger)» была описана как «холодная» песня в стиле электропоп и «блестящее диско». Песня о поощрении личного переосмысления. Сама Кларксон сравнила его со своим хитом 2004 года «Since U Been Gone». Третий сингл «Dark Side» среднетемповый трек о стремлении быть любимым и принятым безоговорочно, в то время как «Honestly» жаждет правды, даже когда это трудно. Кларксон написала «You Love Me» после инцидента, который, как она думала, сломает ее, который она описала как самую большую боль, которую она когда-либо испытывала в своей жизни, и, когда она писала об этом, она смогла избавиться от этого из своей системы. В ней Кларксон кладет свой гнев к ногам эмоционального обидчика и в припеве играет тяжелую гитару.
«Einstein» был определен как «грубый поцелуй», в котором «она подсчитывает плохого парня». Песня «Standing in Front of You» считалась «поэтической балладой о умоляющих стеснительных в оружии парнях сделать решительный шаг». Восьмой трек, поп-панк «I Forgive You», говорит о прощении и рассматривается как «проникновенный постскриптум к парню, который оставил ее в «Since U Been Gone». «Hello» — высокотемповый «грубый» трек, «The War Is Over» песня о времени после расставания» с звуком «колотящимися» барабанами. В то время как в песне «Let Me Down» Кларксон рассказывает о том как быть достаточно глупым, чтобы остаться с плохим парнем. «You Can’t Win» песня для пунш-гитары, отражает реальность того, что критики всегда будет, независимо от того, что вы говорите или делаете. Он стремится побудить «того, кто не совсем подходит», не впитывать критику слишком глубоко. Заключительный трек стандартного издания «Breaking Your Own Heart» был назван «акустическая кантри» песня.

## Выпуск и продвижение

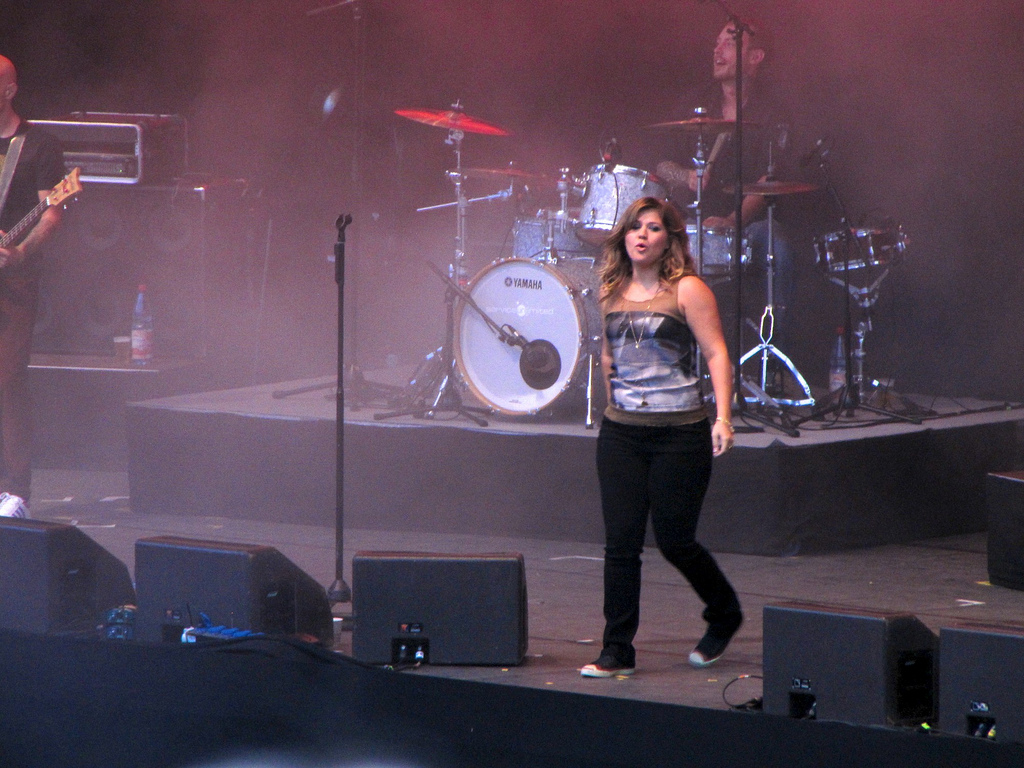
Келли Клаксон поет «Mr. Know It All» в Берлине в сентябре 2011 года.

В октябре 2009 года Кларксон объявила, что новый альбом выйдет осенью 2010 года. В январе 2011 года Келли перенесла дату выхода альбома на март 2011 года. В марте 2011 года Кларксон снова объявила, что выпуск альбома был перенесен на сентябрь 2011 года, объяснив: "Я понимаю, что это долгий срок, но, по-видимому, это лучшее время для его выпуска, так что извините за ожидание, но я обещаю, это звучит великолепно! " Продюсер Darkchild сказал изданию «The Hollywood Reporter», что перенос это «разумное решение», в то время как Клод Келли отметил, что этот шаг может сработать в ее пользу, он сказал: «Я скажу, что я готов поспорить, что причина его отбрасывания не была вызвана чем-то таким ужасным или разрушительным, как думают люди — это, вероятно лучшая установка». Сообщалось также, что задержка была вызвана внутренней реструктуризацией Sony Music, когда бывший председатель «Universal Music Grou» Дуг Моррис стал ее новым генеральным директором. 11 июля 2011 года несколько демо-песен, записанных Келли, просочились в Интернет, некоторые из которых были записаны в 2002 году, когда Кларксон еще записывала песни «Thankful» и «Stronger». RCA немедленно предупредил сайты-нарушители, и просочившиеся треки вскоре были удалены с таких сайтов. Келли Кларксон, которая вернулась домой после отпуска на Таити, опубликовала заявление, в котором говорится: «Я вернулась в Штаты из отпуска, и каким-то образом 50 моих песен просочились в Интернет ?! Нет смысла злиться, потому что я ничего не имею. Я не могу дождаться, когда все услышат мой настоящий законченный пятый альбом». В эксклюзивном интервью Entertainment Weekly Кларксон отреагировала на ситуацию:

   «Боже мой, тебя когда-нибудь ограбляли? Меня да. Меня пару раз ограбили физически, но это намного хуже. Эти песни вышли, и люди такие: «Боже мой, в каком направлении движется Келли? Я думаю, что меня разозлило это. Люди украли у меня, все понятия не имели, как будет звучать мой следующий альбом. Это действительно вызвало большую путаницу. Но вот лучшая часть, однако, то, что ничего не просочилось, - это окончательная версия. Это все демо записи".

Затем Кларксон добавила: «Кстати, у меня даже нет (полного альбома), потому что я так напугана, чтобы положить его на свой компьютер», имея в виду инцидент в декабре 2010 года, когда были арестованы два хакера из Германии. После кражи песен международных поп-исполнителей, включая Кларксон, Леди Гагу, Кешу и Джастина Тимберлейка, путем доступа к их собственным компьютерам. 17 августа 2011 года Кларксон объявила, что альбом будет называться «Stronger», и его выпуск должен состояться 25 октября 2011 года. 7 сентября 2011 года RCA выпустила обложку альбома и перенесла дату выпуска в Америке на 24 октября 2011 года. Расширенное издание альбома планировалось выпустить одновременно со стандартным изданием во всем мире. 15 октября в японском магазине iTunes Store был случайно выпущен для покупки весь альбом, который позже в тот же день был немедленно заменен фрагментами.

### Синглы
Премьера главного сингла альбома «Mr. Know It All» состоялась 30 августа 2011 года во время специальной прямой трансляции на веб-сайте Кларксон, после чего песня была немедленно отправлена на радиостанции. Сингл был выпущен в нескольких странах в виде цифровой загрузки 5 сентября 2011 года. Сингл дебютировал в чарте США «Billboard Hot 100» на 18 месте, став вторым по величине дебютом Кларксон в чарте со времен сингла «Never Again» (2007), который дебютировал под номером восемь. Затем он достиг десятой строчки в чарте, став первым синглом Кларксон в десятке лучших со времен «My Life Would Suck Without You» и девятым синглом в десятке лучших. Он также достиг пятнадцатой позиции в чарте «Billboard Pop Songs», двенадцатой позиции в «Billboard Adult Contemporary» и шестой позиции в «Billboard Adult Pop Songs». В Великобритании песня дебютировала на шестой позиции и достигла пика на четвертой позиции, став вторым синглом Кларксон в рейтинге и седьмым синглом в десятке лучших. Песня также дебютировала на 25 месте в чарте Австралии и после выступления Кларксон на Гранд Финале NRL возглавила чарт, что принесло Кларксону первую строчку и самый высокий сингл в Австралии.
«Stronger (What Doesn't Kill You)» был выпущен вторым синглом. Он дебютировал на 64 месте в США в «Billboard Hot 100» с более чем 40 000 проданных загрузок. Песня в конечном итоге достигла первой позиции в чарте синглов «Billboard Hot 100», став ее четвертым синглом в тройке лучших и третьим номером один. Песня также дебютировала под номером 18 в международном чарте «Gaon» в Южной Корее и под номером 64 в Канаде. «Stronger» оказался успешным на международном уровне, попав в чарты Великобритании, Польши, Новой Зеландии, Ирландии, Нидерландов, Дании, Бельгии, Швеции, России и Австралии. Песня получила золотой сертификат в Новой Зеландии и Великобритании и платиновый сертификат в Австралии.
«Dark Side» был выпущен как третий сингл с альбома. Перед объявлением песня дебютировала под номером 48 в «International Gaon Chart». 26 декабря 2011 года он официально появился на радио в США. После выпуска сингла песня дебютировала на 93 строчке Billboard Hot 100 и достигла 42 строчки.

### Тур
Кларксон также заявила в интервью, что разрабатывает планы тура в поддержку «Stronger», который начнется в Северной Америке в январе, во время которого она заявила, что может выпустить концертный альбом. 15 ноября 2011 года RCA объявили даты тура по Северной Америке, который начался 13 января 2012 года в Большом театре MGM в Машантукете, штат Коннектикут, и закончился 14 апреля 2012 года в Beasley Coliseum в Пуллмане, штат Вашингтон. Фолк-рок музыкант Мэтт Натансон и рок-группа Carolina Liar открывали тур на разогреве. Австралийская часть тура началась 25 сентября 2012 года в Брисбене и закончились 5 октября 2012 года в Перте. Даты тура по Великобритании и Ирландии начались 10 октября 2012 года в Дублине в The O2 и закончились 20 октября 2012 года на лондонской «Wembley Arena».

## Отзывы критиков
| Совокупная оценка    | Совокупная оценка |
| Источник             | Оценка            |
| -------------------- | ----------------- |
| Metacritic           | (62/100)          |
| Оценки критиков      |                   |
| Источник             | Оценка            |
| Allmusic             | [ 31 ]            |
| The A.V. Club        | (C)               |
| The Boston Globe     | (положительно)    |
| Entertainment Weekly | (B+)              |
| The New York Times   | (положительно)    |
| Newsday              | (A-)              |
| Rolling Stone        | [ 71 ]            |
| Slant Magazine       | [ 23 ]            |
| Spin                 | (7/10)            |
| The Washington Post  | (положительно)    |

Альбом, в основном, был положительно оценён музыкальными критиками. Рейтинг диска на агрегаторе отзывов Metacritic составляет 62 из 100. Ещё до выхода Stronger в свет издания Entertainment Weekly и Rolling Stone, а также канал MTV занесли его в свои списки самых ожидаемых релизов осени. В отзыве Entertainment Weekly отмечен трек «What Doesn’t Kill You (Stronger)».

## Коммерческий прием
За первую неделю выпуска в Великобритании «Stronger» было продано 29 233 копий, чего достаточно для того, чтобы он дебютировал на 5-м месте в чарте «UK Albums Chart». Выпуск альбома также помог синглу «Mr Know It All» подняться с шестого на четвертое место с 53 307 проданных копий, став ее вторым синглом в чартах, опередив «Since U Been Gone» и после «My Life Would Suck Without You». В Австралии альбом дебютировал на третьей строчке, что ниже чем у All I Ever Wanted, но выше, чем My December.
В Соединенных Штатах альбом дебютировал на втором месте в чарте «Billboard 200» с продажами 163 000 копий. Данный дебют стал вторым для Келли после альбома «My December». Он также стал ее пятым по счету, который дебютирует в тройке лидеров. Хотя «Stronger» стал самым низким результатом за первую неделю у Кларксона после «All I Ever Wanted», который дебютировал с 255 000 копий в 2009 году, еженедельные коммерческие показатели «Stronger» были лучше, чем у его предшественника. Редактор «Billboard» Кейт Колфилд предсказал, что «Stronger» превзойдет по продажам All I Ever Wanted и My December. По состоянию на сентябрь 2012 года альбом стал платиновым в Соединенных Штатах, что означало отгрузку одного миллиона копий и было продано более 200000 копий в Соединенном Королевстве, что стало ее вторым самым успешным альбомом там после Breakaway, продано более 1500000 копий. По состоянию на сентябрь 2017 года в США было продано 1 129 000 копий альбома.
После выпуска альбома песня «I Forgive You» дебютировала и достигла 48-го места в южнокорейском чарте Gaon, а в международном чарте Gaon она дебютировала и достигла пика первой строчки. Другие песни дебютировали в том же чарте: «You Love Me» (№ 46), «Hello» (№ 47), «Dark Side» (№ 48), «Breaking Your Own Heart» (№ 49), «Standing in Front of You»(№ 50), «Honestly» (№ 51), «Einstein»(№ 53), «Let Me Down»(№ 61), «You Can’t Win»(№ 63) и «The War Is Over»(# 65).

## Список композиций
| №                   | Название                           | Автор(ы)                                                 | Продюсер(ы)                  | Длительность |
| ------------------- | ---------------------------------- | -------------------------------------------------------- | ---------------------------- | ------------ |
| 1.                  | «Mr. Know It All»                  | Brian Seals, Ester Dean, Brett James, Dante Jones        | Brian Kennedy, Dean*, Jones^ | 3:53         |
| 2.                  | «What Doesn't Kill You (Stronger)» | Jörgen Elofsson, Ali Tamposi, David Gamson, Greg Kurstin | Kurstin                      | 3:41         |
| 3.                  | «Dark Side»                        | Busbee, Alex G.                                          | Kurstin                      | 3:44         |
| 4.                  | «Honestly»                         | Tom Shapiro, Robert Marvin, Catt Gravitt                 | Kurstin                      | 3:36         |
| 5.                  | «You Love Me»                      | Kelly Clarkson, Josh Abraham, Oliver Goldstein           | Abraham, Oligee              | 4:04         |
| 6.                  | «Einstein»                         | Clarkson, Toby Gad, Bridget Kelly, James Fauntleroy II   | Gad                          | 2:59         |
| 7.                  | «Standing in Front of You»         | Clarkson, Aben Eubanks                                   | Jason Halbert                | 3:59         |
| 8.                  | «I Forgive You»                    | Rodney Jerkins, Andre Lindal, Lauren Christy             | Darkchild, Lindal            | 3:04         |
| 9.                  | «Hello»                            | Clarkson, Abraham, Goldstein, Bonnie McKee               | Abraham, Oligee              | 2:59         |
| 10.                 | «The War Is Over»                  | Gad, Livvi Franc                                         | Toby Gad                     | 3:57         |
| 11.                 | «Let Me Down»                      | Clarkson, Chris DeStefano                                | DeStefano                    | 3:24         |
| 12.                 | «You Can’t Win»                    | Clarkson, Abraham, Goldstein, Felix Bloxsom              | Abraham, Oligee              | 4:19         |
| 13.                 | «Breaking Your Own Heart»          | Jennifer Hanson, Michael Longenecker                     | Howard Benson                | 3:48         |
| Общая длительность: | Общая длительность:                | Общая длительность:                                      | Общая длительность:          | 47:29        |

| №                   | Название                                    | Автор(ы)                                 | Продюсер(ы)         | Длительность |
| ------------------- | ------------------------------------------- | ---------------------------------------- | ------------------- | ------------ |
| 14.                 | «Don’t You Wanna Stay» (с Джесоном Олдином) | Jason Sellers, Paul Jenkins, Andy Gibson | Michael Knox        | 4:20         |
| 15.                 | «Alone»                                     | Abraham, Goldstein, McKee, Ryan Williams | Abraham, Oligee     | 3:01         |
| 16.                 | «Don’t Be a Girl About It»                  | Clarkson, Brent Kutzle                   | DeStefano           | 3:27         |
| 17.                 | «The Sun Will Rise»                         | Kyle Jacobs, Danelle Leverett            | Benson              | 3:33         |
| Общая длительность: | Общая длительность:                         | Общая длительность:                      | Общая длительность: | 61:45        |

| №   | Название            | Автор(ы)        | Продюсер(ы)  | Длительность |
| --- | ------------------- | --------------- | ------------ | ------------ |
| 18. | «Why Don’t You Try» | Eric Hutchinson | Steve Jordan | 4:47         |

(*) сопродюсер

(^) дополнительное продюсирование

## Позиции в чартах
| Чарт (2011—2013)                  | Пик позиция |
| --------------------------------- | ----------- |
| Австралия (ARIA)                  | 3           |
| Австрия (Ö3 Austria)              | 20          |
| Бельгия/Фландрия (Ultratop)       | 45          |
| Бельгия/Валлония (Ultratop)       | 57          |
| Канада (Canadian Albums Chart)    | 4           |
| Нидерланды (Album Top 100)        | 16          |
| Франция (SNEP)                    | 142         |
| Германия (Offizielle Top 100)     | 14          |
| Ирландия (IRMA)                   | 8           |
| Италия (Classifica album)         | 68          |
| Япония (Oricon)                   | 59          |
| Республика Корея (Circle)         | 13          |
| Республика Корея (Gaon)           | 1           |
| Мексика (Top 100 Mexico)          | 85          |
| Новая Зеландия (RMNZ)             | 6           |
| Польша (ZPAV)                     | 64          |
| Шотландия (Scottish Albums Chart) | 4           |
| Испания (PROMUSICAE)              | 40          |
| Швеция (Sverigetopplistan)        | 39          |
| Швейцария (Schweizer Hitparade)   | 12          |
| Великобритания (UK Albums Chart)  | 5           |
| США (Billboard 200)               | 2           |

| Чарт (2011)          | Позиция |
| -------------------- | ------- |
| Австралия (ARIA)     | 37      |
| Великобритания (OCC) | 99      |
| США (Billboard 200)  | 126     |
| Чарт (2012)          | Позиция |
| Австралия (ARIA)     | 52      |
| США (Billboard 200)  | 24      |

## Сертификация
\
| Регион | Сертификация | Продажи   |
| --- | ------------ | --------- |
| Австралия (ARIA) | Платиновый   | 70 000^   |
| Канада (Music Canada) | Платиновый   | 80 000^   |
| Мексика (AMPROFON) | Золотой      | 30,000*   |
| Новая Зеландия (RMNZ) | Золотой      | 7500^     |
| Великобритания (BPI) | Золотой      | 100 000^  |
| США (RIAA) | Платиновый   | 1,129,000 |
| * Данные о продажах приведены только на основе сертификации. ^ Данные о тиражах приведены только на основе сертификации. |              |           |

## Хронология релиза
| Страна         | Дата             | Лейбл                    | Формат                   | Издание               |
| -------------- | ---------------- | ------------------------ | ------------------------ | --------------------- |
| Австралия      | октябрь 21, 2011 | Sony Music Entertainment | CD, цифровая дистрибуция | Standard, Deluxe      |
| Бельгия        | октябрь 21, 2011 | Sony Music Entertainment | CD, цифровая дистрибуция | Standard, Deluxe      |
| Ирландия       | октябрь 21, 2011 | Sony Music Entertainment | CD, цифровая дистрибуция | Standard, Deluxe      |
| Италия         | октябрь 21, 2011 | Sony Music Entertainment | CD, цифровая дистрибуция | Standard, Deluxe      |
| Нидерланды     | октябрь 21, 2011 | Sony Music Entertainment | CD, цифровая дистрибуция | Standard, Deluxe      |
| Норвегия       | октябрь 21, 2011 | Sony Music Entertainment | CD, цифровая дистрибуция | Standard, Deluxe      |
| Сингапур       | октябрь 21, 2011 | Sony Music Entertainment | CD, цифровая дистрибуция | Standard, Deluxe      |
| Австрия        | октябрь 24, 2011 | Sony Music Entertainment | CD, цифровая дистрибуция | Standard, Deluxe      |
| Дания          | октябрь 24, 2011 | Sony Music Entertainment | CD, цифровая дистрибуция | Standard, Deluxe      |
| Финляндия      | октябрь 24, 2011 | Sony Music Entertainment | CD, цифровая дистрибуция | Standard, Deluxe      |
| Франция        | октябрь 24, 2011 | Sony Music Entertainment | CD, цифровая дистрибуция | Standard, Deluxe      |
| Греция         | октябрь 24, 2011 | Sony Music Entertainment | CD, цифровая дистрибуция | Standard, Deluxe      |
| Гонконг        | октябрь 24, 2011 | Sony Music Entertainment | CD, цифровая дистрибуция | Standard, Deluxe      |
| Новая Зеландия | октябрь 24, 2011 | Sony Music Entertainment | CD, цифровая дистрибуция | Standard, Deluxe      |
| Португалия     | октябрь 24, 2011 | Sony Music Entertainment | CD, цифровая дистрибуция | Standard, Deluxe      |
| Польша         | октябрь 24, 2011 | Sony Music Entertainment | CD, цифровая дистрибуция | Eco, Standard, Deluxe |
| Швеция         | октябрь 24, 2011 | Sony Music Entertainment | CD, цифровая дистрибуция | Standard, Deluxe      |
| Великобритания | октябрь 24, 2011 | RCA Records              | CD, цифровая дистрибуция | Standard, Deluxe      |
| США            | октябрь 24, 2011 | RCA Records              | CD, цифровая дистрибуция | Standard, Deluxe      |
| Канада         | октябрь 24, 2011 | Sony Music Entertainment | CD, цифровая дистрибуция | Standard, Deluxe      |
| Южная Корея    | октябрь 24, 2011 | Sony Music Entertainment | CD, цифровая дистрибуция | Standard, Deluxe      |
| Испания        | октябрь 24, 2011 | Sony Music Entertainment | CD, цифровая дистрибуция | Standard, Deluxe      |
| Тайвань        | октябрь 25, 2011 | Sony Music Entertainment | CD, цифровая дистрибуция | Standard, Deluxe      |
| Япония         | октябрь 26, 2011 | Sony Music Japan         | CD, цифровая дистрибуция | Standard, Deluxe      |
| Германия       | октябрь 28, 2011 | Sony Music Entertainment | CD, цифровая дистрибуция | Standard, Deluxe      |
| Бразилия       | октябрь 31, 2011 | Sony Music Entertainment | CD, цифровая дистрибуция | Deluxe edition        |
| Филиппины      | ноябрь 5, 2011   | Sony Music Entertainment | CD, цифровая дистрибуция | Deluxe edition        |